# 上杉鷹山-二百年前の行政改革-
『上杉鷹山 〜二百年前の行政改革〜』（うえすぎようざん にひゃくねんまえのぎょうせいかいかく）は、1998年1月2日にNHK総合にて放送されたNHK正月時代劇。第38回日本テレビ技術賞受賞作品。原作は童門冬二『小説上杉鷹山』で、米沢藩の藩主上杉治憲（鷹山）を主人公とする。

## キャスト
- 上杉治憲（鷹山）：筒井道隆
- 佐藤文四郎：宍戸開
- みすず：菊池麻衣子
- 竹俣当綱：中村梅雀
- 莅戸善政：益岡徹
- 木村高広：川野太郎
- 北沢五郎兵衛：石倉三郎
- 色部照長：すまけい
- 千坂高敦：神山繁
- 須田満主：北村総一朗
- 芋川延親：森山周一郎
- 細井平洲：寺尾聰
- 須田平九郎：葛山信吾
- 芋川磯右衛門：遠藤雅
- 神保甲作：石田武司
- 服部正相：小林健
- 柏木三七：若林久弥
- 幸姫：倉沢桃子
- 千代：黒木瞳
- 紀伊：香川京子
- 上杉重定：宇津井健

## スタッフ
- 原作：童門冬二
- 脚本：大野靖子
- 演出：重光亨彦
- 音楽：牟岐礼
- 語り：葛西聖司